# KARASIA
KARASIA는 대한민국의 걸 그룹 카라의 콘서트 투어이다.

## 개요
1ST JAPAN TOUR & ASIA TOUR는 대한민국에서 2회, 일본에서 13회에 걸쳐 열렸으며, 이 투어로 카라는 한국 여성 아티스트 중 최초로 도쿄 돔 무대에 오르는 위업을 달성했다. 2ND JAPAN TOUR는 14회에 걸쳐 열렸으며, 3ND JAPAN TOUR는 10회에 걸쳐 열릴 예정이다. 1ST JAPAN TOUR & ASIA TOUR는 중국, 홍콩, 타이완, 타이, 싱가포르 등 아시아 전역에서도 열릴 예정이었으나 피치 못할 사정으로 인하여 팬미팅으로 대체 혹은 연기되었다.

## 투어 일정
| 날짜                       | 도시                       | 국가                       | 장소                         | 관객 동원                  |
| 1ST JAPAN TOUR & ASIA TOUR | 1ST JAPAN TOUR & ASIA TOUR | 1ST JAPAN TOUR & ASIA TOUR | 1ST JAPAN TOUR & ASIA TOUR   | 1ST JAPAN TOUR & ASIA TOUR |
| -------------------------- | -------------------------- | -------------------------- | ---------------------------- | -------------------------- |
| 2012년 2월 18일            | 서울                       | 대한민국                   | 올림픽 공원 체조경기장       | 통산 18,000±명             |
| 2012년 2월 19일            | 서울                       | 대한민국                   | 올림픽 공원 체조경기장       | 통산 18,000±명             |
| 2012년 4월 14일            | 횡빈                       | 일본                       | 요코하마 아레나              | 통산 34,000±명             |
| 2012년 4월 15일            | 횡빈                       | 일본                       | 요코하마 아레나              | 통산 34,000±명             |
| 2012년 4월 18일            | 나고야시                   | 일본                       | 니혼 가이시 홀               | 통산 20,000±명             |
| 2012년 4월 19일            | 나고야시                   | 일본                       | 니혼 가이시 홀               | 통산 20,000±명             |
| 2012년 4월 27일            | 대판                       | 일본                       | 오사카 성 홀                 | 통산 32,000±명             |
| 2012년 4월 28일            | 대판                       | 일본                       | 오사카 성 홀                 | 통산 32,000±명             |
| 2012년 4월 30일            | 복강                       | 일본                       | 마린 멧세 후쿠오카           | 통산 30,000±명             |
| 2012년 5월 1일             | 복강                       | 일본                       | 마린 멧세 후쿠오카           | 통산 30,000±명             |
| 2012년 5월 16일            | 동경                       | 일본                       | 국립 요요기 경기장 제1체육관 | 통산 26,000±명             |
| 2012년 5월 17일            | 동경                       | 일본                       | 국립 요요기 경기장 제1체육관 | 통산 26,000±명             |
| 2012년 5월 26일            | 기옥                       | 일본                       | 사이타마 슈퍼 아레나         | 통산 50,000±명             |
| 2012년 5월 27일            | 기옥                       | 일본                       | 사이타마 슈퍼 아레나         | 통산 50,000±명             |
| 2013년 1월 6일             | 동경                       | 일본                       | 도쿄 돔                      | 45,000±명                  |
| 2ND JAPAN TOUR             |                            |                            |                              |                            |
| 2013년 10월 8일            | 횡빈                       | 일본                       | 요코하마 아레나              |                            |
| 2013년 10월 9일            | 횡빈                       | 일본                       | 요코하마 아레나              |                            |
| 2013년 10월 16일           | 복강                       | 일본                       | 마린 멧세 후쿠오카           |                            |
| 2013년 10월 17일           | 복강                       | 일본                       | 마린 멧세 후쿠오카           |                            |
| 2013년 10월 23일           | 대판                       | 일본                       | 오사카 성 홀                 |                            |
| 2013년 10월 24일           | 대판                       | 일본                       | 오사카 성 홀                 |                            |
| 2013년 10월 29일           | 나고야시                   | 일본                       | 니혼 가이시 홀               |                            |
| 2013년 10월 30일           | 나고야시                   | 일본                       | 니혼 가이시 홀               |                            |
| 2013년 11월 9일            | 복정                       | 일본                       | 후쿠이 선 돔                 |                            |
| 2013년 11월 10일           | 복정                       | 일본                       | 후쿠이 선 돔                 |                            |
| 2013년 11월 19일           | 기옥                       | 일본                       | 사이타마 슈퍼 아레나         |                            |
| 2013년 11월 20일           | 기옥                       | 일본                       | 사이타마 슈퍼 아레나         |                            |
| 2013년 11월 23일           | 신호                       | 일본                       | 고베 월드 기념 홀            |                            |
| 2013년 11월 24일           | 신호                       | 일본                       | 고베 월드 기념 홀            |                            |
| 3rd JAPAN TOUR             |                            |                            |                              |                            |
| 2014년 10월 24일           | 복강                       | 일본                       | 선팰리스 호텔 강당           |                            |
| 2014년 10월 25일           | 복강                       | 일본                       | 선팰리스 호텔 강당           |                            |
| 2014년 10월 27일           | 나고야시                   | 일본                       | 나고야 국제 회의장 이벤트 홀 |                            |
| 2014년 11월 3일            | 강산                       | 일본                       | 쿠라시키 시민회관            |                            |
| 2014년 11월 5일            | 금택                       | 일본                       | 이시카와 혼다의 숲           |                            |
| 2014년 11월 6일            | 신석                       | 일본                       | 니가타 현민회관 대강당       |                            |
| 2014년 11월 14일           | 대판                       | 일본                       | 오사카 중앙 체육관           |                            |
| 2014년 11월 15일           | 대판                       | 일본                       | 오사카 중앙 체육관           |                            |
| 2014년 11월 18일           | 횡빈                       | 일본                       | 요코하마 아레나              |                            |
| 2014년 11월 19일           | 횡빈                       | 일본                       | 요코하마 아레나              |                            |
| 4th JAPAN TOUR             |                            |                            |                              |                            |
| 2015년 9월 1일             | 대판                       | 일본                       | Zepp Namba                   |                            |
| 2015년 9월 2일             | 대판                       | 일본                       | Zepp Namba                   |                            |
| 2015년 9월 3일             | 대판                       | 일본                       | Zepp Namba                   |                            |
| 2015년 9월 4일             | 나고야시                   | 일본                       | 나고야 국제 회의장 이벤트 홀 |                            |
| 2015년 9월 8일             | 금택                       | 일본                       | 이시카와 혼다의 숲           |                            |
| 2015년 9월 10일            | 광도                       | 일본                       | 히로시마 문화회관 HBG 홀     |                            |
| 2015년 9월 12일            | 강산                       | 일본                       | 오카야마 시빅 홀             |                            |
| 2015년 9월 21일            | 복강                       | 일본                       | Zepp Fukuoka                 |                            |
| 2015년 9월 22일            | 복강                       | 일본                       | Zepp Fukuoka                 |                            |
| 2015년 9월 24일            | 횡빈                       | 일본                       | 퍼시피코 요코하마            |                            |
| 2015년 9월 25일            | 횡빈                       | 일본                       | 퍼시피코 요코하마            |                            |
| 2015년 9월 28일            | 횡빈                       | 일본                       | 퍼시피코 요코하마            |                            |
| 2015년 9월 29일            | 횡빈                       | 일본                       | 퍼시피코 요코하마            |                            |